# 長田忠致
長田 忠致（おさだ ただむね、生年不詳 - 建久元年（1190年）?）は、平安時代末期の武将。父は長田致俊、兄は長田親致、子に長田景致、鎌田政清室。

## 生涯

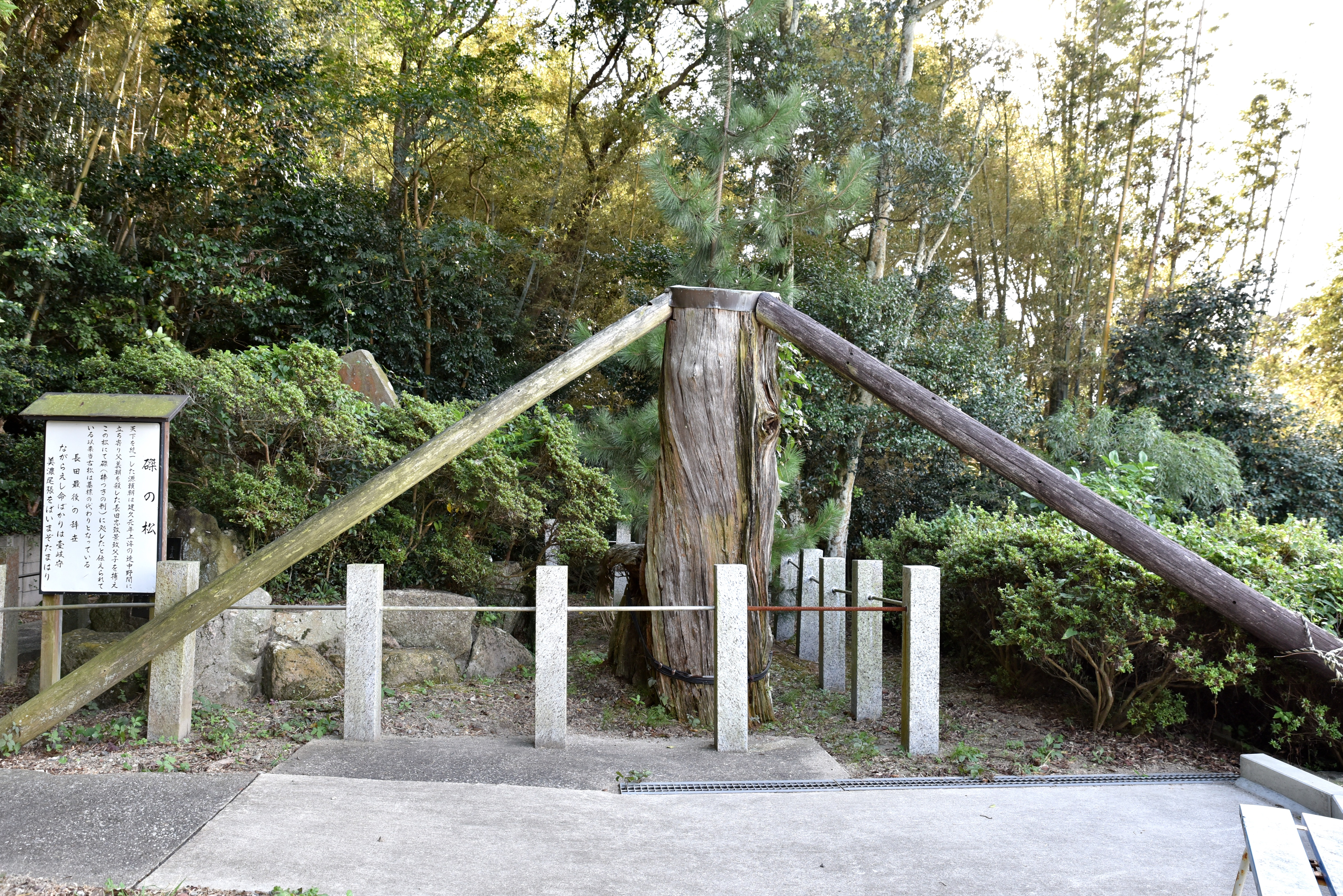
長田父子はりつけの松(愛知県美浜町)

長田氏は桓武平氏良兼流で、『尊卑分脈』による記述では忠致は道長四天王の1人とされた平致頼の5世孫にあたる。尾張国野間（愛知県知多郡美浜町）を本拠地とし、平治年間には源氏に従っていたという。平治元年（1159年）、平治の乱に敗れた源義朝は、東国への逃避行の途中、随行していた鎌田政清の舅である忠致のもとに身を寄せる。しかし、忠致・景致父子は平家からの恩賞を目当てに義朝を浴場で騙し討ちにし、その首を六波羅の平清盛の元に差し出した。この際、政清も同時に殺害されたため、嘆き悲しんだ忠致の娘（政清の妻）は川に身を投げて自殺したとされる。また、兄の親致は相談を持ちかけられた際、その不義を説いていたが、前述のような事件が起きてしまい、乳母の生まれ故郷である大浜郷棚尾（現在の愛知県碧南市）に移り住んだという。
義朝を討った功により忠致は壱岐守に任ぜられるが、この行賞に対してあからさまな不満を示し「左馬頭、そうでなくともせめて尾張か美濃の国司にはなって然るべきであるのに」などと申し立てたため、かえって清盛らの怒りを買い処罰されそうになり、慌てて引き下がったという。そのあさましい有様を『平治物語』は終始批判的に叙述している。
後に源頼朝が兵を挙げるとその列に加わる。忠致は頼朝の実父殺しという重罪を負う身であったが、頼朝から寛大にも「懸命に働いたならば美濃尾張をやる」と言われたため、その言葉通り懸命に働いたという。しかし平家追討後に頼朝が覇権を握ると、その父の仇として追われる身となり、最後は頼朝の命によって処刑されたという。その折には「約束通り、身の終わり（美濃尾張）をくれてやる」と言われたと伝えられている。
処刑の年代や場所、最期の様子については諸説があって判然としないが、『保暦間記』によると建久元年10月の頼朝の上洛の際に、美濃で斬首されたことになっている。
また処刑方法も打ち首ではなく「土磔（つちはりつけ）」と言って地面の敷いた戸板に大の字に寝かせ、足を釘で打ち磔にし、槍で爪を剥がし顔の皮を剥ぎ、肉を切り数日かけて殺したという。刑場の高札には「嫌へども命のほどは壱岐（生）の守 身の終わり（美濃・尾張）をぞ今は賜わる」という歌が書かれていた。
他にも治承4年10月14日（1180年11月3日）に鉢田の戦いで橘遠茂とともに武田信義に討たれた「長田入道」を忠致に比定する説がある。
忠致の死後、子孫は武田氏を頼って甲斐国へ逃げたという説もあり、山梨県に今でも長田家は存在する。また、徳川氏譜代家臣の永井氏や長田氏は忠致の兄・親致の後裔を称している。

## 関連作品
テレビドラマ
- 『新・平家物語』（1972年、NHK大河ドラマ、演：穂高稔）
- 『平清盛』(2012年、NHK大河ドラマ、演：長谷川公彦)